# 동항초등학교
동항초등학교는 대한민국 부산광역시 남구 감만동에 있는 공립 초등학교이다.

## 학교 연혁
- 1911년 3월 31일 사설석남서당 설립
- 1919년 4월 1일 사설배영의숙 개교
- 1939년 4월 13일 부산진공립심상소학교 적기분교장 개교(설립인가 4월 1일)
- 1941년 4월 1일 부산진공립국민학교 적기분교장으로 개칭[1]
- 1942년 4월 1일 적기공립국민학교로 승격
- 1945년 9월 24일 재개교(동항공립국민학교)
- 1950년 6월 1일 동항국민학교로 개칭
- 1957년 4월 1일 우암분교장(9학급), 용당분교장(2학급) 개설
- 1959년 4월 1일 우암국민학교 분리
- 1966년 3월 1일 용당국민학교 분리
- 1996년 3월 1일 동항초등학교로 개칭[2]
- 1997년 5월 2일 식당 무대 설치
- 2002년 9월 12일 전자도서실 개관
- 2003년 8월 30일 제1과학실 현대화사업
- 2004년 2월 17일 방송실 증축
- 2008년 6월 30일 제2과학실 현대화사업 완공
- 2009년 2월 21일 영어 체험교실 구축
- 2010년 2월 20일 제68회 졸업식(179명)(총 20058명)
- 2010년 3월 1일 36학급(특수 1 포함) 편성
- 2010년 10월 1일 Wee클래스(1실) 설치
- 2010년 10월 30일 경비실 및 학교 출입 안전망 구축
- 2011년 2월 18일 제69회 졸업식(184명)(총 20242명)
- 2011년 2월 28일 과학실 리모델링, 도서실 리모델링 및 이전
- 2011년 3월 1일 34학급(특수 1 포함) 편성
- 2012년 2월 15일 제70회 졸업식(177명)(총 20419명)
- 2012년 3월 1일 30학급(특수 1 포함) 편성
- 2012년 6월 24일 보건실 리모델링
- 2012년 10월 10일 장애인식시스템 구축
- 2012년 11월 5일 꿈나루터(진로학습실) 구축
- 2013년 2월 15일 제71회 졸업식(134명)(총 20553명)
- 2013년 3월 1일 29학급(특수 2 포함) 편성
- 2013년 6월 22일 국악실(아리랑홀) 개관
- 2013년 10월 26일 동항 국악오케스트라 창단 및 발표회 개최
- 2014년 2월 17일 제72회 졸업식(116명)(총 20669명)
- 2014년 3월 1일 29학급(특수 2 포함) 편성
- 2014년 4월 1일 동항역사관 개관
- 2014년 9월 1일 향토지 "아름다움 감만동" 발간
- 2015년 1월 1일 고우영 만화가 벽화 조성
- 2015년 2월 17일 제73회 졸업식(104명)(총 20773명)
- 2015년 3월 1일 27학급(특수 1 포함) 편성
- 2016년 2월 19일 제74회 졸업식(103명)(총 20876명)
- 2016년 3월 1일 25학급(특수 1 포함) 편성
- 2016년 3월 3일 교육복지실 구축
- 2016년 9월 12일 강당(라온관) 개관
- 2017년 2월 17일 제75회 졸업식(103명)(총 20979명)
- 2017년 3월 1일 23학급(특수 1 포함) 편성
- 2017년 9월 5일 돌봄교실 리모델링
- 2018년 2월 20일 제76회 졸업식(졸업생 82명, 누적인원 21,061명)
- 2018년 3월 1일 23학급 편성(특수 1학급 포함)
- 2019년 2월 21일 제77회 졸업식(졸업생 78명, 누적인원 21,139명)
- 2019년 3월 1일 21학급 편성(특수 1학급 포함)
- 2019년 4월 1일 동항초등학교 개교 100주년 행사
- 2019년 10월 1일 동항초등학교 교표 및 교가 일부 변경[3][4]
- 2020년 2월 21일 제78회 졸업식(졸업생 70명, 누적인원 21,209명)
- 2020년 3월 1일 20학급 편성(특수 1학급 포함)
- 2020년 9월 1일 제31대 최영숙 교장 부임
- 2024년 2월 8일 제82회 졸업식(졸업생 약 60명)

## 참고 자료
- 동항초등학교 - 한국교육학술정보원 학교알리미